# Medaille für die Wachen
Die Feuerwehr-Medaille – oder auch Medaille für die Wachen – war eine Auszeichnung für die Feuerwehr des Kirchenstaates. Stifter war im Jahr 1836 der Papst Gregor XVI. Die Auszeichnung wurde als öffentliches Zeichen der Anerkennung für den guten Manöververlauf des päpstlichen Feuerwehrkorps am 12. Juni 1836 gestiftet. Hier war der Papst persönlich als Beobachter anwesend. Papst Pius IX. stiftete 25. April 1847 eine ähnliche Bronzemedaille.

## Ordensdekoration
Die Ordensdekoration zeigte auf der Vorderseite das Bildnis des Papstes Gregor XVI. und die Inschrift Gregorius XVI. Pont. Max. A. VI.; die Rückseite trug mittig das Datum 12. Giugno 1836, das von einem Eichen- und Olivenkranz umgeben wurde.
Das Ordensband soll gelb und weiß gerändert gewesen sein. Die Medaille existiert (auch) ohne Band.